# Bjarte Birkeland
Bjarte Birkeland (* 26. Dezember 1920 in Fana, Norwegen; † 2000) war ein norwegischer Literaturhistoriker.

## Leben
Birkeland war der Sohn von Martin Birkeland, einem Volkshochschullehrer, und Målfrid Skard. Er studierte von 1940 bis 1948 und wurde danach Lehrer in Askim und ab 1953 am Landgymnasium Eidsvoll. 1962 wurde er promoviert und 1969 zum Professor für nordische Literaturgeschichte an die Universität Bergen berufen. Dort war er bis 1984 tätig. Seit 1975 war er außerdem Mitglied der Norwegischen Akademie der Wissenschaften.

## Wirken
Birkelands Forschung konzentrierte sich vor allem auf Literatur in Nynorsk. 1950 und 1976 veröffentlichte er Schriften über Olav Duun; in seiner Doktorarbeit beschäftigte er sich mit Per Sivle. Birkeland war auch einer der Autoren der Norsk litteraturhistorie (Norwegische Literaturgeschichte), die 1975 in vier Bänden erschien, sowie des ebenfalls 1975 erschienenen Buches Nazismen og norsk litteratur (Der Nazismus und die norwegische Literatur).
Von 1960 bis 1968 war Birkeland Redakteur der Zeitschrift Syn og Segn.